# マルタ会談

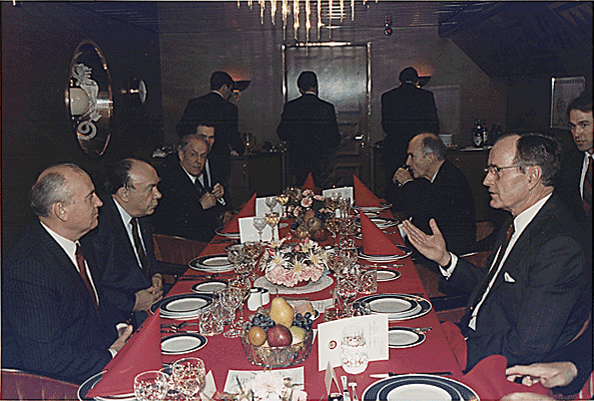
会食するゴルバチョフとブッシュ（マクシム・ゴーリキー号内で）

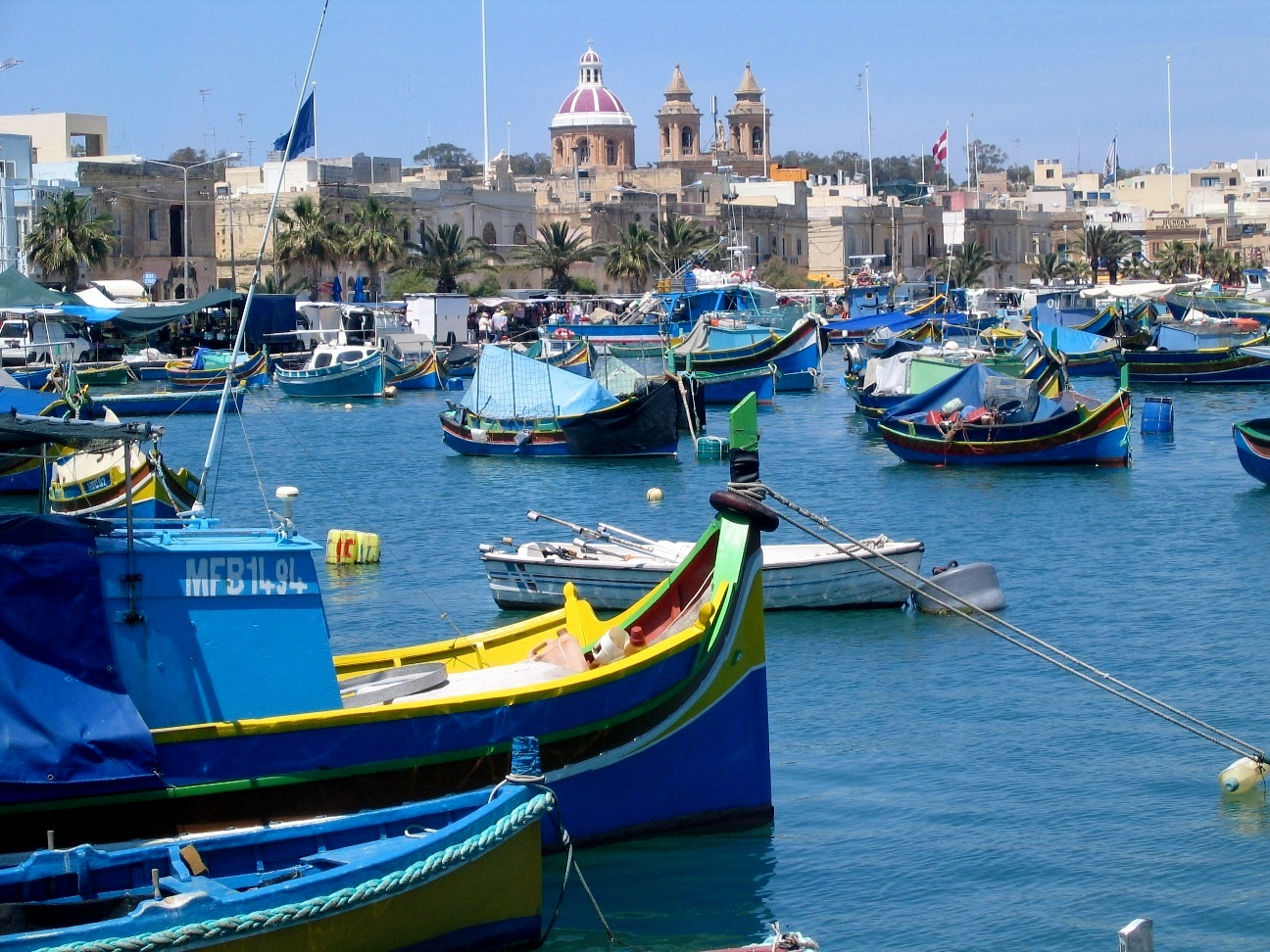
マーサシュロック

1989年のマルタ会談（マルタかいだん、英: Malta Summit）とは、1989年12月2日から3日にかけて、地中海のマルタで行われたアメリカ合衆国とソビエト連邦両国の首脳会談である。これをもって、40年以上にわたり続いた東西冷戦は終結した。

## 概要
東欧革命やベルリンの壁崩壊を受けて、アメリカ合衆国大統領ジョージ・H・W・ブッシュとソビエト連邦最高会議議長兼ソビエト連邦共産党書記長ミハイル・ゴルバチョフによる首脳会談で、第二次世界大戦末期のヤルタ会談に始まった米ソ冷戦の終結を宣言した。これを標語的に「ヤルタからマルタへ（"From Yalta to Malta"）」という。マルタ島沖のソ連のクルーズ客船マクシム・ゴーリキー内で行われた。
この会談にはソ連側からはシェワルナゼ外務大臣、アメリカ側からはベイカー国務長官及びスコウクロフト国家安全保障問題担当大統領補佐官、ライス国家安全保障会議東欧ソ連部長、ジャック・F・マットロック・ジュニア駐ソ連アメリカ大使などが同席している。
ブレント・スコウクロフトをはじめとするアメリカ政権内では、当初からマルタ会談は「時期尚早」として、ソ連のスタンドプレーを許す結果になるとして反対していたが、フランスのミッテラン大統領、イギリスのサッチャー首相をはじめとするヨーロッパ首脳およびアメリカ合衆国議会はゴルバチョフとの対談を説得した。
マルタ会談では特に何の合意もなされなかった。主な目的はアメリカとソ連が「鉄のカーテン」を引き上げることにおける喫緊の変更点について会談を持つことにあり、これをして冷戦の公式な終結と見られた。局所的に見れば冷戦時代の終結に保証を与えるために緊張を緩和し、東西関係というものに大きなターニングポイントを与えた。会談を通じてブッシュ大統領はペレストロイカにおけるゴルバチョフの指導およびその他の共産圏の改革を支持した。
共同声明に当たって、ゴルバチョフは次のように述べた。
ブッシュ大統領はこれに対し、
と述べた。
ゴーリキー号が停泊したのは、マルタ南部の観光地で漁村のマーサシュロックと同じ湾に臨むビーゼブガ沖である。ブッシュ大統領は記念品として、ベルリンの壁の破片を出席者全員に渡した。